# Pietas litterata
Das Jahrbuch Pietas litterata ist seit 2023 ein Publikationsorgan für eine philologisch ausgerichtete und interdisziplinär orientierte Forschung zur Literatur des Spätmittelalters und der Frühen Neuzeit.
Der Titel des Jahrbuchs geht auf das von Philipp Melanchthon geprägte Schlagwort pietas litterata zurück, fasst die „Ideale des christlichen, erst recht die des konfessionellen Schulhumanismus“ zusammen und steht allgemein für den Zusammenhang von Theologie, Frömmigkeit und literarischer Produktion im ‚Konfessionellen Zeitalter‘ und dem ‚Medienwandel‘, der Bedingungen literarischer Produktion beeinflusst. Die Frage nach dem Verhältnis von Literatur und Wissen wird vor dem Hintergrund eines erweiterten Literaturbegriffs mit Blick auf vielfältige Formen religiösen Wissens in Texten des Spätmittelalters und der Frühen Neuzeit gestellt.
Die ‚Pietas litterata‘ versammelt eigenständige Beiträge, ausführlichere Rezensionen, thematisch oder methodisch ausgerichtete Diskussionsbeiträge, Gespräche zur Forschung und Debatten zur Spätmittelalter- und Frühneuzeitforschung im Rahmen von Interdisziplinarität, Überkonfessionalität und Internationalität. Der Forschungsschwerpunkt liegt auf der deutschen Literatur des Spätmittelalters und der Frühen Neuzeit unter Einschluss des Lateinischen. Unter komparatistischen Perspektiven werden auch europäische Literaturen außerhalb des deutschsprachigen Raums einbezogen. Die Ausrichtung des Jahrbuchs auf Literatur des Spätmittelalters und der Frühen Neuzeit liegt nicht nur auf der theologischen Perspektive, sondern zielt auch auf die Erschließung von Kontexten mittels geschichtswissenschaftlicher, philosophiegeschichtlicher und historisch-soziologischer Expertise. Das Jahrbuch kann zwischen dem ‚Mittellateinischen Jahrbuch‘, dem ‚Neulateinischen Jahrbuch‘, dem Jahrbuch für Geschichte der Literatur und Wissenschaften ‚Scientia Poetica‘ und der Zeitschrift für Literatur und Künste der frühmodernen Welt ‚Artes‘ verortet werden.
Das Herausgebergremium setzt sich aus folgenden Personen zusammen: Maximilian Benz, Andreas Bihrer, Ulrich L. Lehner, Andreas Mauz, Aleksandra Prica.